# 高野悦子 (映画運動家)
高野 悦子（たかの えつこ、1929年5月29日 - 2013年2月9日）は、日本の映画運動家、岩波ホール総支配人、映画プロデューサー、放送作家、テレビドラマ演出家。

## 経歴

### 幼少期
1929年（昭和4年）に満洲の大石橋に生まれた。太平洋戦争終戦前の1945年（昭和20年）5月、父親の郷里である富山県下新川郡桜井町（現・黒部市）に引き揚げ、魚津高等女学校（現・富山県立魚津高等学校）を卒業した。16歳の時に映画『キュリー夫人』を見て感銘を受け、職業を持って自立する決心をする。日本女子大学社会福祉学科に入学し、南博主任教授の下で「マスメディアと映画」を研究テーマとし、日本映画の観客の反応と内容分析と映画企業分析を行い、各新聞・雑誌に発表した。

### 東宝時代
1951年（昭和26年）に日本女子大学を卒業すると、1953年（昭和28年）に東宝（文芸部）に入社した。東宝では専用に新設された部署で、日本企業として初めて各作品ごとの観客のマーケティングリサーチを実施した。1958年（昭和33年）に東宝を退社し、映画監督を目指してフランス・パリの高等映画学院（IDHEC）監督科に留学した。1962年（昭和37年）に日本に帰国すると、衣笠貞之助監督の助手を経て、テレビドラマ演出を目指し放送作家になった。オリジナル脚本3本と脚色1本を書き、1964年（昭和39年）にはテレビドラマ「巴里に死す」を脚色・演出した。
1965年（昭和40年）には、自ら原案を書いた『鉄砲物語』を日本・ポルトガル合作で映画化することを企画した。11カ月間ポルトガルに渡航して取材と調整を行い、シナリオ完成と合作準備を整えるが、帰国後には映画会社から脚本監督を他者に交代させられた。この企画は他者によって日米合作『鉄砲伝来記』として映画化されたことで、挫折して映画監督の道をあきらめた。脚本著作権で提訴したが後に和解し、『鉄砲伝来記』には原作者としてクレジットされた。なお、この際には賠償金のすべてをポルトガル合作関係者に渡している。

### 岩波ホール支配人として
1968年（昭和43年）に岩波書店社長の岩波雄二郎が自費で岩波ホールを創立すると、高野が総支配人に就任した。1968年（昭和43年）6月4日には日本ポルトガル協会創立に参加し、高野は常任理事に就任している。1974年（昭和49年）2月12日からは、岩波ホールにて川喜多かしことともに名作映画上映運動「エキプ・ド・シネマ」を主宰するようになった。

### 映画運動家として
1980年（昭和55年）から1997年（平成9年）3月まで東京国立近代美術館フィルムセンター運営委員を務め、1997年（平成9年）9月から2007年（平成19年）には名誉館長を務めた。1982年（昭和57年）にはパウロ・ローシャ監督によって『恋の浮島』が製作され、初の日本・ポルトガル合作映画となったこの作品ではプロデューサーを務めた。
国際交流基金が主催する東京での世界地域別映画祭の実行委員として、1982年（昭和57年）の「南アジア映画祭」、1984年（昭和59年）の「アフリカ映画祭」、1988年（昭和63年）の「ラテンアメリカ映画祭」開催に尽力し、1990年（平成2年）の「東欧映画祭」では実行委員長を務めた。1984年（昭和59年）に東京国立近代美術館フィルムセンターで火災が起こると、「フィルムセンター焼失フィルムのための募金」を設立した。この運動で2700万円の募金を集め、焼失した300本のうちフランス名画65本の復元フィルムを購入した。1985年（昭和60年）から2012年（平成24年）まで、東京国際女性映画祭のジェネラルプロデューサーを務めた。
1989年（平成元年）には、2年前に京都賞を受賞したアンジェイ・ワイダ監督が母国ポーランドに日本美術技術博物館「マンガ」館を建設することを提案した。高野は日本側の5億円寄付運動のため、「クラクフ日本美術技術センター建設募金」を設立し、事務局長に就任して運動を進めた。1993年（平成5年）10月22日に目標寄付額に到達し、1994年（平成6年）11月30日に日本美術技術博物館が完成した。
1990年（平成2年）にポルトガルで開催された「日本文化週間」で、山田洋次監督参加のシンポジウムと作品上映企画「シクロヤマダ」を実現させた。1991年（平成3年）にはイギリスで開催された「英国ジャパンフェスティバル1991」の実行委員として、無声映画から現代までの「日本映画監督五十選」の3カ月間の企画上映を実現させた。ダニエル・ミッテラン・フランス大統領夫人の提案によってフランス・リベルテ基金主催で開催された「自由と人間」国際映画週間では、日本側の実行委員を務めた。
2000年（平成12年）に製作された記録映画『伝説の舞姫 崔承喜 金梅子が追う民族の心』では、企画・製作総指揮を務めた。2001年（平成13年）、「平塚らいてうの記録映画をつくる会」の会員と製作委員と、製作総指揮で、記録映画『平塚らいてうの生涯 元始女性は太陽であった』を完成させた。
2004年（平成16年）には文化功労者に推挙された。2006年（平成18年）10月、日本ポルトガル協会の会長に就任した。
2013年（平成25年）2月9日、大腸がんのために入院先の病院で死去。83歳没。没後には日本政府より正四位および旭日重光章が追叙追贈された。

## 家族
父親の高野与作は南満州鉄道技師。姉の岩波淳子は岩波書店社長である岩波雄二郎の妻。姪の岩波律子は岩波ホール支配人。

## 著作物

### 単著
- 『シネマ人間紀行』毎日新聞社、1982年（後に新潮文庫）
- 『私のシネマライフ』主婦と生活社、1983年（後に文春文庫→岩波現代文庫、2010年）
- 『黒龍江への旅』新潮社、1986年（後に岩波現代文庫、2009年）
- 『心にひびく映画 興行の世界に創造を』岩波ブックレット、1989年
- 『私のシネマ宣言 映像が女性で輝くとき』朝日新聞社、1992年
- 『女性が映画をつくるということ』朝日文庫
- 『母 老いに負けなかった人生』文藝春秋、2000（後に文春文庫、2003年→岩波現代文庫、2013年）
- 『岩波ホールと〈映画の仲間〉』岩波書店、2013年

### 共編著
- 『エキプ・ド・シネマ』（編）講談社、1984年
- 『図説ポルトガル』伊藤玄二郎共編、河出書房新社、1993年
- 『エキプ・ド・シネマ part 2』（編）、講談社、1994年
- 『病んでこそ知る老いてこそ始まる』日野原重明共著、岩波書店、2002年
- 『エキプ・ド・シネマの三十年』編著、講談社、2004年
- 『冬のソナタから考える 私たちと韓国のあいだ』山登義明共著、岩波ブックレット、2004年

### 論文
- CiNii収録論文（No.2を除く） 国立情報学研究所

### 脚本
- 「選手」TBSドラマ枠「おかあさん」1962年9月6日放映
- 「小田写真館」日本テレビドラマ枠「愛の劇場」1963年2月18日放映
- 「四つの肖像」TBS「東芝日曜劇場」1963年3月3日放映
- 「お国と五平」谷崎潤一郎原作(脚色)NHK「文芸劇場」谷崎潤一郎 特集第三夜1963年4月19日放映(以上[14])
- 「巴里に死す」芹沢光治良原作(脚色)(以上[2])
- 「鉄砲物語」映画脚本 [3]

### テレビドラマ演出
- 「巴里に死す」芹沢光治良原作(脚色)フジテレビ「一千万人の劇場」第1回1964年4月1日放映[2]

## 受賞・受章
- 1971年 ポルトガル エンリケ航海王子勲章ダーメ章
- 1974年（社）日本映画テレビプロデューサー協会特別賞
- 1977年 日本映画ペンクラブ賞（エキプ・ド・シネマ受賞）
- 1978年 イタリア アカデミア・ティベリナ永久会員
- 1979年 （社）日本ポルトガル協会会長賞
- 1979年 第24回「映画の日」特別功労章（エキプ・ド・シネマ受賞）
- 1979年 第22回日本アカデミー賞 特別賞
- 1980年 第22回ブルーリボン特別賞
- 1981年 第10回森田たまパイオニア賞（川喜多かしこ同時受賞）
- 1981年  第29回菊池寛賞（川喜多かしこ同時受賞）
- 1983年 映画鑑賞団体全国特別連絡会特別賞（岩波ホールスタッフ一同同時受賞）
- 1984年 ポルトガル エンリケ航海王子勲章騎士団章
- 1988年 銀花賞
- 1989年 芸術選奨文部大臣賞 評論部門
- 1990年 第15回経済界大賞フラワー賞
- 1990年フランス 芸術文化勲章
- 1990年 外務大臣表彰
- 1993年 国際交流基金国際交流奨励賞（岩波ホール受賞）
- 1993年 ポーランド 功労勲章コマンダリー章
- 1994年 エイボン女性年度賞女性大賞
- 1994年 第18回山路ふみ子賞文化賞
- 1995年 大同生命地域研究特別賞
- 1996年 第12回東京都文化賞
- 1997年 富山県 第14回地域発展賞特別賞
- 1998年 第15回日本映画復興特別賞（岩波ホールスタッフ一同同時受賞）
- 2000年 第18回川喜多賞[15]
- 2000年 ハイビジョン・アウォード2000郵政大臣賞
- 1999年 第8回日本生活文化大賞生活文化賞（岩波ホール受賞）
- 2001年 フランス 国家功労勲章シュヴァリエ
- 2001年 キューバ 友好メダル
- 2001年 勲三等瑞宝章[16]
- 2001年 第12回日中学院倉石賞（岩波ホール共同受賞）
- 2002年 第53回NHK放送文化賞
- 2002年 ソロプチミスト日本財団 千嘉代子賞
- 2004年 文化功労者
- 2005年 文京区民栄誉賞
- 2005年 富山県 第22回新川地域発展賞本賞
- 2006年 日本映画ペンクラブ賞（東京国際女性映画祭共同受賞）
- 2007年 世界舞踊祭2007 ダンス・フォア・オール賞
- 2010年 シネマ夢倶楽部 第4回シネマ文化賞（東京国際女性映画祭受賞）
- 2010年 ポルトガル 功労勲章
- 2011年 第6回平塚らいてう賞（東京国際女性映画祭受賞）
- 2011年 東京都文京区名誉区民
- 2012年 第57回「映画の日」特別功労章
- 2013年 正四位旭日重光章追贈[12]
- 2013年 第37回日本アカデミー賞 会長特別賞

## テレビ出演
- 第36回NHK紅白歌合戦（1985年、NHK総合・ラジオ第1）特別審査員
- 高野悦子 名画劇場（BS11）レギュラー